# تشن بينبين
تشن بينبين (بالصينية: 陈彬彬) هو لاعب كرة قدم صيني في مركز الوسط، ولد في 10 يونيو 1998 في Huaibin County ‏ في الصين. لعب مع نادي شانغهاي إس آي بي جي.

## وصلات خارجية
- تشن بينبين على موقع رابطة كرة القدم اليابانية للمحترفين (اليابانية)
- تشن بينبين على موقع قاعدة بيانات كرة القدم.إي يو (الإنجليزية)
- تشن بينبين على موقع ناشيونال فوتبول تيمز (الإنجليزية)
- تشن بينبين على موقع Soccerway.com (الإنجليزية)
- تشن بينبين على موقع عالم كرة القدم.نت (الإنجليزية)